# 西哈駅
西哈駅（せいはえき）は、中華人民共和国内モンゴル自治区フルンボイル市ハイラル区に位置する浜洲線の駅。

## 歴史
- 1901年　開業。

## 隣の駅
中華人民共和国鉄道部
浜洲線
哈克駅 - 西哈駅 - 宏原駅
座標: 北緯49度13分08秒 東経119度58分16秒 / 北緯49.218946度 東経119.971085度